# Кама (поезд)
Кама — скорый фирменный поезд ОАО «Российские железные дороги», курсирующий по маршруту Пермь — Москва — Пермь с 1967 по 2010 годы и с 2016 по 2019 год.

## Маршрут
Фирменный скорый поезд «Кама» доставлял пассажиров до Москвы за 21 час 18 мин. и обратно в Пермь за 20 часов 55 мин. (по графику 2009/10 годов).
Следовал по территории Пермского края, Кировской, Нижегородской, Владимирской, Московской областей и Удмуртской Республики. Пересекал три крупнейших реки Каму, Вятку, Волгу. Отправлялся из Москвы с Ярославского вокзала. В Перми прибывал на вокзал Пермь II.
При отправлении поезда из Перми на вокзале звучал марш «Прощание славянки».
Остановки поезда на маршруте:
- Москва
- Владимир
- Нижний Новгород
- Киров
- Пермь

## История
Пассажирский поезд «Кама» под номером 88/87 до 28 мая 1972 года отправлялся с Курского вокзала Москвы, затем с Ярославского (через ст. Монино, Фрязево). В 1975 году поезд переведён в категорию скорых с присвоением №13/14. С 1983 по 1990 год следовал с Казанского вокзала под номером 62/61. С 28 мая 1990 года до 1999 года с Курского вокзала, с 1999 по 2007 годы с Казанского вокзала и с 2007 по 2010 годы с Ярославского с сохранением  №62/61.
31 мая 2010 года поезд совершил последний рейс из Москвы в Пермь. С 1 июня перешёл в ведение Горьковской железной дороги. В составе поезда исчезли вагоны голубой окраски, на их место пришли новые вагоны с корпоративной окраской РЖД (серые тона).
В 2016 году Федеральная пассажирская компания восстановила бренд "Кама" и присвоила его поезду № 7/8 сообщением Пермь — Москва формирования Свердловской железной дороги (ЛВЧД Пермь). До 10 декабря 2017 года поезд следовал графиком через день, чередуясь на участке Москва — Пермь — Москва с фирменным поездом № 011Е/012Я «Ямал» Москва — Новый Уренгой — Москва. С 10 декабря 2017 года поезд стал курсировать ежедневно.
Составы поезда находятся в общем обороте со скорыми фирменными поездами № 011/012 «Ямал» следующим по маршруту Москва — Новый Уренгой — Москва и № 83/84 «Северный Урал» следующим по маршруту Москва — Приобье — Москва.
Состав поезда состоит из вагонов:
1) 1 плацкартного нефирменного вагона (класс ЗЛ),
2) до 6 плацкартных фирменных вагонов (класс ЗЭ),
3) 1 штабной вагон (купейный 2Э со специализированным купе для одного инвалида и сопровождающего лица)
4) до 4 купейных вагонов (класс обслуживания 2Э)
Нумерация вагонов начинается с головы при отправлении из Москвы, с хвоста при отправлении из Перми.

## График отправлений и прибытий
- Отправление от Ярославского вокзала Москвы в 16:50, путь занимает 20 часов 43 минуты, прибытие на станцию Пермь II в 13:33 (московского времени).
- Отправление от станции Пермь II в 09:35 (московского времени), путь занимает 19 часов 47 минут, прибытие на Ярославский вокзал Москвы в 05:22.

## Авария25 мая2008 года
В ночь с 24 на 25 мая 2008 года примерно в половине первого ночи недалеко от Нижнего Новгорода на переезде Сейма — Желнино (392 км участка Ковров — Горький) поезд составом в 17 вагонов, идущий под локомотивом ЧС4Т-263, врезался в стоящий на путях грузовик MAN с 20 тоннами этанола. Погиб помощник машиниста Сергей Юник - 1965 года рождения, находившийся за управлением в момент столкновения. В поезде пострадало 12 пассажиров. Электровоз, получивший серьёзные повреждения, впоследствии был списан и порезан на металл.